# Schlacht bei Kulm
Frühjahrsfeldzug 1813
Lüneburg – Möckern – Halle – Großgörschen – Gersdorf – Bautzen – Reichenbach – Nettelnburg – Haynau – Halberstadt – Luckau
Herbstfeldzug 1813

Großbeeren – Katzbach – Dresden – Hagelberg – Kulm – Dennewitz – Göhrde – Altenburg – Wittenberg – Wartenburg – Liebertwolkwitz – Leipzig – Torgau – Hanau – Hochheim – Danzig
Winterfeldzug 1814

Épinal – Colombey – Brienne – La Rothière – Champaubert – Montmirail – Château-Thierry – Vauchamps – Mormant – Montereau – Bar-sur-Aube – Soissons – Craonne – Laon – Reims – Arcis-sur-Aube – Fère-Champenoise – Saint-Dizier – Claye –  Paris
Sommerfeldzug von 1815

Quatre-Bras – Ligny – Waterloo – Wavre – Paris
Die Schlacht bei Kulm fand am 29. und 30. August 1813 bei den Dörfern Kulm (Chlumec u Chabařovic) und Priesten (Přestanov) in der Nähe von Teplitz (Teplice) und Aussig (Ústí nad Labem) in Böhmen statt, wo sich der strategisch wichtige Nollendorfer Pass über das Osterzgebirge nach Sachsen befindet.

## Vorgeschichte
Am 27. August 1813 hatte Napoleon die Böhmische Armee der verbündeten Russen, Österreicher und Preußen in der Schlacht von Dresden geschlagen. Die Alliierten unter Schwarzenberg erlitten schwere Verluste, über 20.000 Soldaten und 40 Geschütze, und zogen sich in drei Kolonnen wieder durch die Täler des Erzgebirges nach Böhmen zurück. Der Plan Napoleons sah vor, die geschlagenen Alliierten zu verfolgen und deren Rückzugswege über das Erzgebirge nach Böhmen abzuschneiden. Bei Königstein gingen die Franzosen am 26. August über die Elbe. Die russischen Truppen zogen sich ostwärts durch Pirna entlang der Elbe zurück und wurden von den Franzosen in der Region Königstein eingeholt. Der russische Oberbefehlshaber Michael Andreas Barclay de Tolly versuchte sich über Dippoldiswalde und Altenberg nach Teplitz abzusetzen. Im Gefecht bei Krietzschwitz gelang es dem russischen 2. Infanteriekorps unter General Prinz Eugen von Württemberg, die Truppen des französischen I. Korps (etwa 32.000 Mann) unter General Vandamme einen entscheidenden Tag aufzuhalten. In schweren Rückzugsgefechten, so bei Berggießhübel, zogen sich die russischen Truppen, inzwischen durch die 1. Garde-Infanterie-Division unter General Jermolow verstärkt, über den Nollendorfer Pass nach Böhmen zurück.

## Verlauf

### Erster Kampftag
Am 29. August verfolgte das französische I. Korps die Russen nach Süden und nahm Peterswalde ein. Vandammes Korps bestand aus den Infanterie-Divisionen Mouton-Duvernet und Philippon, sowie den Brigaden Doucet, Quiot und Reuß, der Kavallerie-Division Corbineau und der Kavallerie-Brigade Gobrecht mit zusammen 52 Bataillonen, 29 Schwadronen und 80 Geschützen. Der französische Angriff über Straden erfolgte auf der Linie Kulm und Priesten gegen das Teplitzer Becken, die Russen unter General Ostermann-Tolstoi stellten sich dagegen in fester Abwehrstellung entgegen. Die Schlacht fand auf den Berghängen entlang der Kulm-Teplitzer Straße statt. Das kombinierte Korps der Russen bestand aus der 1. Garde-Infanterie-Division und mehreren Regimentern des 2. Infanteriekorps. Ab 13 Uhr nachmittags unternahm Vandamme einen heftigen Angriff auf die russischen Stellungen. Gegen 14 Uhr nachmittags traf die russische 1. Kürassier-Division unter Generalmajor Deperadowitsch als Verstärkung ein. Zwei Kürassier-Regimenter deckten jetzt die Stellung an der rechten Flanke der Russen, die Ulanski-Leibgarde Kavallerie und ein Dragoner-Regiment standen auf der linken Flanke. General Ostermann-Tolstoi selbst wurde verwundet, sein linker Arm zerschmettert, General Jermolow übernahm das Kommando. Unter schweren Verlusten hielten die russischen Linien- und Gardetruppen der Übermacht der Angreifer stand. Die Russen verloren am ersten Tag 6000 Mann, allein die Gardetruppen verloren 2700 Mann.
Gegen Abend trafen die Truppen unter Fürst Schwarzenberg und Barclay de Tolly auf dem Schlachtfeld ein. Gleichzeitig näherte sich auch die russische 2. Kürassier-Division und Teile des 3. Infanteriekorps als Verstärkung und ersetzten die durch die Schlacht erschöpfte 1. Garde-Infanterie-Division in der vordersten Linie. Die 2. Kürassier-Division, das österreichische Dragoner-Regiment Erzherzog Johann und eine berittene preußische Batterie verstärkten den rechten Flügel.

### Zweiter Kampftag
Als am 30. August die Schlacht erneut entbrannte, standen den Franzosen auch starke österreichische Truppenteile unter Bianchi gegenüber.
Der rechte Flügel der Franzosen lehnte sich gegen waldige und steile Hänge, die Truppen der Mitte standen in einem Bogen auf den südlich von Kulm sich erhebenden Hügeln bis nördlich von Böhmisch-Neudorf, wo der linke Flügel an den bewaldeten Striesowitzer Berg Rückhalt fand. Vandammes Stellungen waren dominierend und boten der französischen Artillerie eine vortreffliche Position. Das Kommando der russischen Truppen in der Mitte hatte jetzt General Miloradowitsch und zählte jetzt 58 Bataillone, 73 Schwadronen und 7 Batterien. Die Österreicher brachten nach und nach bis 24 Bataillone auf das Schlachtfeld. Die weit überlegene Heeresmacht der Verbündeten stand unter dem Oberbefehl von General der Infanterie Barclay de Tolly, den rechten Flügel kommandierte FML Graf Colloredo, das Zentrum Graf Miloradowitsch und der linke Flügel wurde vom Fürsten Golitzyn geführt.
Schon am Morgen wurde die rechte Flanke der Franzosen auch vom 3. Infanteriekorps der Russen angegriffen. Rechts von der Teplitzer Straße, vor dem Dorfe Karbitz lag die russische Brigade des General Knorring mit Kürassieren und dem Ulanen-Regiment in Stellung, dahinter war als Reserve des rechten Flügels die österreichische Reiterbrigade Abele verfügbar. General Knorring griff die ihm gegenüberstehende feindliche Batterie an und erbeutete 2 Geschütze. Ein Flankenstoß der französischen Brigade Gobrecht trieb Knorring wieder zurück, bis das diesseitige Flankenfeuer der Brigade Abele die Ausgangslinie wieder festigte.
Der für die Franzosen unerwartete Angriff des preußischen II. Armeekorps des Generals von Kleist (33 Bataillone, 24 Schwadronen und 14 Batterien) von der Nollendorfer Höhe herab in den Rücken der Franzosen veränderte die Schlacht:
General von Kleist und sein Generalstabschef Grolmann hatten den Entschluss gefasst, die Truppen nicht durch das Defilee von Graupen zu führen, sondern auf dem Gebirgskamm von Zinnwald gerade auf Nollendorf, um dem französischen Truppen den Rückweg zu versperren. Gegen die Bedrohung von Peterswalde her sicherte General von Zieten mit seiner Kavalleriebrigade. General Vandamme leitete die Schlacht vom Horkaberg und erhielt gegen 10 Uhr Meldung über die Gefahr in seinem Rücken. Er erwartete eigentlich das Anrücken des Korps Saint-Cyr und war bereits des Sieges sicher. Jetzt befahl er seiner Artillerie das Feuer im Zentrum zu verdoppeln, in der dadurch gewonnenen Zeit konnte er 8 Bataillone dem neuen Feind an der linken Flanke bei Nieder-Arbesau entgegenwerfen.
Als die Russen den französischen Abzug bemerkten, startete im Zentrum das Korps des Prinzen Eugen von Württemberg sofort die Generaloffensive auf die Höhen von Straden, rechts davon ging die Brigade Bianchi bei Karbitz vor. Auf dem linken Flügel bei Eggenmühle drängten die russischen Grenadiere und die österreichische Brigade des Prinzen von Hessen-Homburg die französische Division Mouton-Duvernet zurück, die sich zum Teil über den Kamm des Gebirges bei Ebersdorf und Streckenwalde absetzten. Bis zu 100 Geschütze waren im Zentrum gegen die Franzosen konzentriert. Unter diesem Feuerschutz setzte die österreichische Kavallerie zu einer weitreichenden Umgehung des linken Flügels der Franzosen an. Bei den Preußen konnte die vorderste Brigade unter General Pirch in Ober-Arbesau eindringen, die Wegnahme von Nieder-Arbesau scheiterte. Ein Gegenangriff der Kavallerie-Division Corbineau drang noch tief in die preußischen Linien ein, erst die Ankunft der Brigade des Generalmajor Klüx stabilisierte deren Reihen.
Die Kavallerie der Verbündeten besetzte derweil im Zentrum vor Kulm das lange umkämpfte Dorf Priesten und konnte dadurch einen großen Teil der bereits rückwärts flutenden französischen Infanterie abschneiden. Nach einem hoffnungslosen Kampf kapitulierten bis zu 12.000 Franzosen. General Vandamme, Philippon, Corbineau, Quiot und Haxo fielen in Gefangenschaft und die gesamte Artillerie (80 Geschütze) wurde zur Trophäe der Alliierten.
Die bei den Verbündeten anwesenden Monarchen Zar Alexander I. und König Friedrich Wilhelm III. hatten den Verlauf der Schlacht vom Schloßberge bei Teplitz beobachtet und erschienen erst nach dem Eingreifen der Preußen unter Kleist am Schlachtfeld.

## Gedenken
- Im Nachgang der Schlacht wurden durch die beteiligten Kriegsparteien mehrere Denkmäler in Erinnerung an die Kampfhandlungen und ihre Opfer errichtet.
- In Arbesau (Varvažov) wurde 1817 das Preußische Denkmal im neogotischen Stil nach einem Entwurf von Karl Friedrich Schinkel errichtet. Es hat folgendes Epitaph: „Die gefallen Helden ehrt dankbar König und Vaterland. Sie ruhen in Frieden. Kulm am 30. August 1813“. Ursprünglich war es nur eine gusseiserne Pyramide mit Inschriften und einem Eisernen Kreuz auf der Spitze. Dieses Kreuz war 1813 als Kriegsauszeichnung von König Friedrich Wilhelm III. von Preußen gestiftet worden. 1857 hat man die Schinkelpyramide auf einen Sandsteinsockel gehoben, um in der Größe mit dem gegenüberliegenden österreichischen Denkmal die Gleichwertigkeit zu betonen. Der Unterbau wurde mit dem Porträt des preußischen Königs versehen.
- In unmittelbarer Nachbarschaft befindet sich das Österreichische Denkmal, das 1825 nach einem Entwurf von Oberstleutnant Ourlandie errichtet wurde. Es handelt sich um einen gusseisernen Obelisk, der dem österreichischen General Hieronymus von Colloredo-Mansfeld gewidmet ist, der hier am 17. September 1813 die Franzosen zum zweiten Male schlug. Das Denkmal wurde in der Eisenhütte Neu-Joachimsthal gegossen, mit einem Gewicht von 113 Tonnen und einer Höhe von 17 Metern handelt es sich um das bedeutendste Gusswerk der Hütte. Gekrönt wird das Denkmal von einem Doppeladler mit Lorbeerkranz. Bildhauer war Wenzel Prachner aus Prag.
- Das Russische Denkmal befindet sich an der heutigen Europastraße 442 von Tetschen-Bodenbach (Děčín) nach Teplitz (Teplice) nahe Priesten (Přestanov) und wurde 1835 nach einem Entwurf von Peter von Nobile errichtet. Es handelt sich um einen 12 Meter hohen gusseisernen Obelisk auf einem Sockel, der von einer Statue der Siegesgöttin Nike gekrönt wird. Anlässlich der Grundsteinlegung durch Kaiser Ferdinand II. wurde eine Goldmünze zu 15 Dukaten geprägt, die heute einen hohen Sammlerwert hat. Nahe dem Russischen Denkmal wurde 1835 ein Massengrab mit einem von einem Kreuz gekrönten Steingrabhügel für die Gefallenen der Schlacht angelegt.
- An der gleichen Straße wurde 1913 nahe Kulm (Chlumec) anlässlich der Hundertjahrfeier der Schlacht das Jubiläumsdenkmal eingeweiht. Der 26 Meter hohe Turm entstand nach einem Entwurf von Julius Schmiedel und wird von einer bronzenen Löwen-Figur des Bildhauers Adolf Mayerl gekrönt. Die Finanzierung des Denkmals übernahm der österreichische Staat.
- Ebenfalls 1913 wurde an der Straße von Hohenstein (Unčín) nach Straden (Stradov) das Französische Denkmal errichtet. Es handelt sich dabei um einen schlichten Steinobelisk mit Inschriftentafeln. Nahe dem Denkmal befindet sich die Juchtenkapelle (Juchtová kaple), die in etwa den Mittelpunkt des Schlachtfeldes markiert.
- In Straden (Stradov) selbst erinnert ein 1843 errichteter Obelisk nahe der Nepomuk-Kapelle an die Schlacht.
- Im Sernitztal oberhalb von Schanda (Žandov u Chlumce) befindet sich der Vandamme-Obelisk von 1913 in der Nähe der Stelle der Gefangennahme General Vandammes.
- An das Eingreifen der Truppen des II. preußischen Armeekorps unter General Kleist in die Kampfhandlungen erinnert das Kleist-Denkmal in Nollendorf (Nakléřov). In Berlin erinnert der Nollendorfplatz an diesen Zusammenhang. An die Schlacht erinnert die Kulmer Straße im Ortsteil Schöneberg. Sie ist, wie der Nollendorfplatz, Teil des Generalszuges, dessen Namen an die Befreiungskriege erinnert.
- In Wien (17. Bezirk, Hernals) erinnert seit 1884 die Kulmgasse an die Schlacht.
- Für die Verdienste der russischen Verbände bei der Schlacht wurde eigens das sogenannte Kulmer Kreuz gestiftet und verliehen.

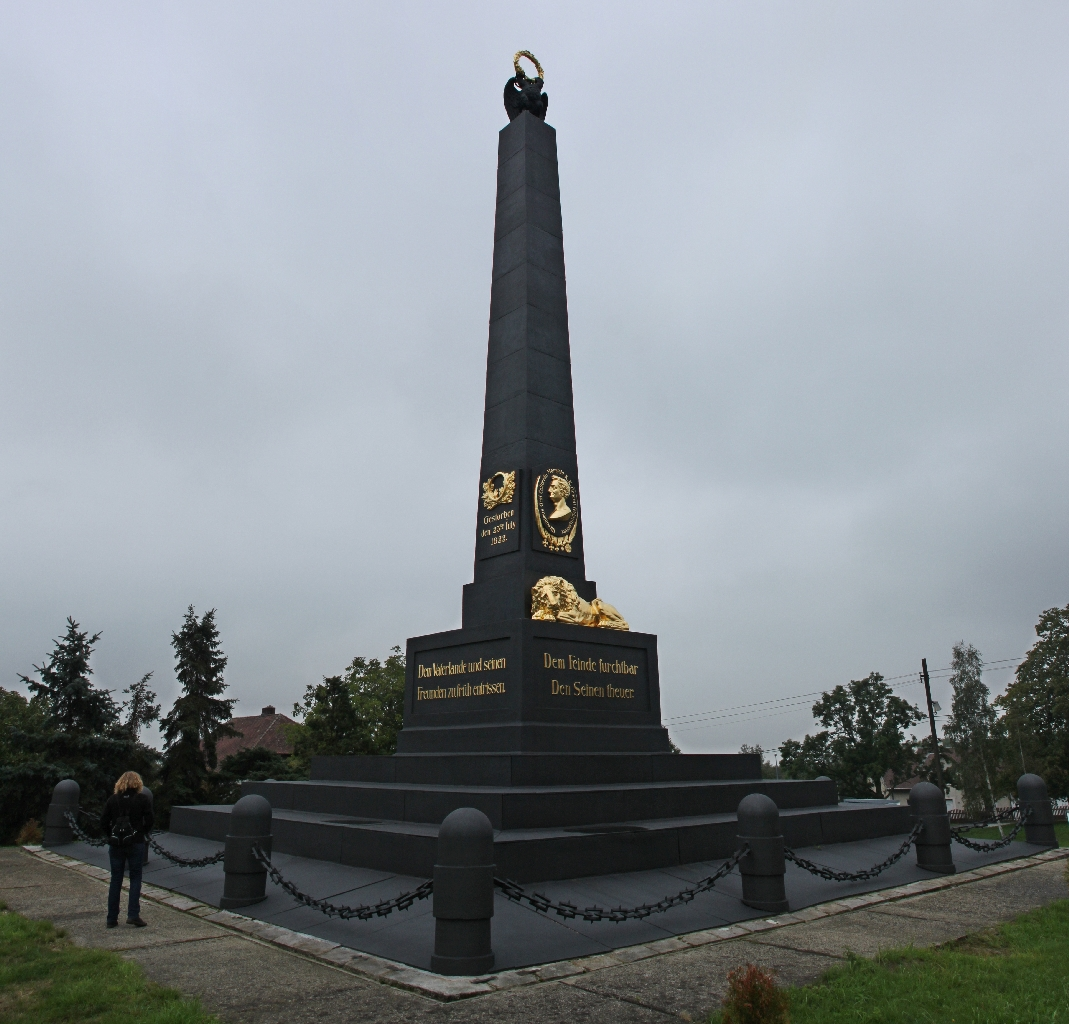
Österreichisches Denkmal in Arbesau (Varvažov)
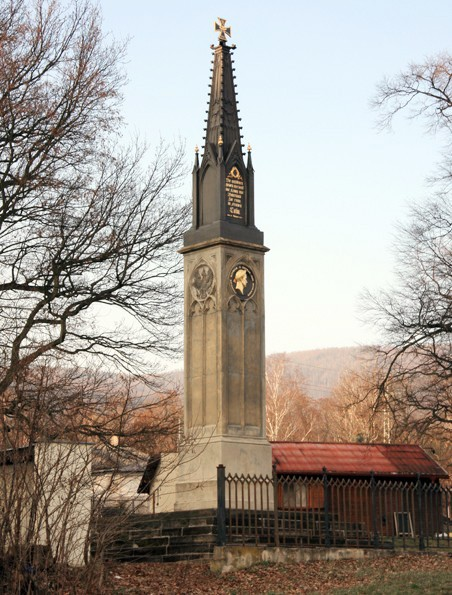
Preußisches Denkmal in Arbesau (Varvažov)
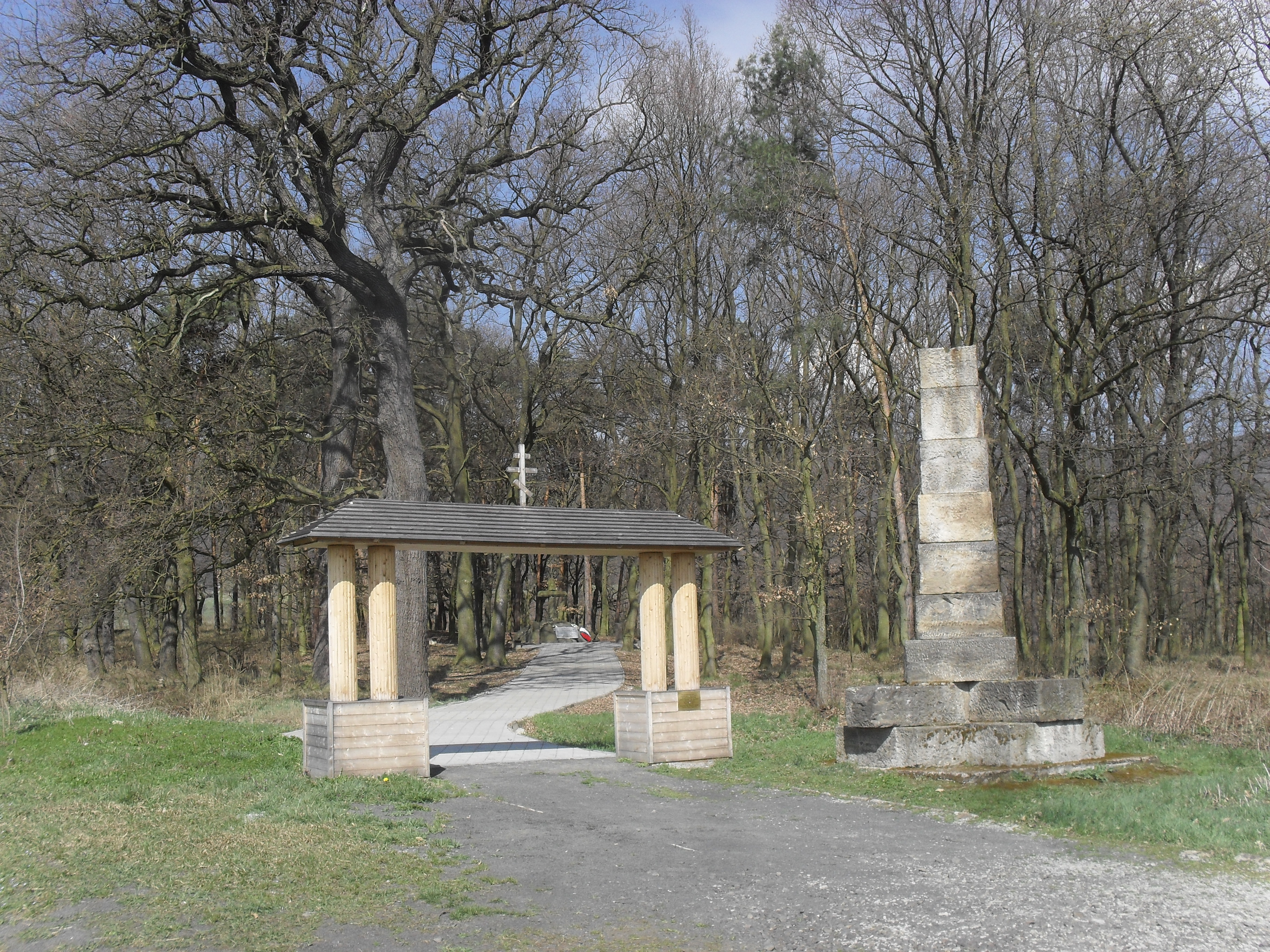
Massengrab nahe Priesten (Přestanov)
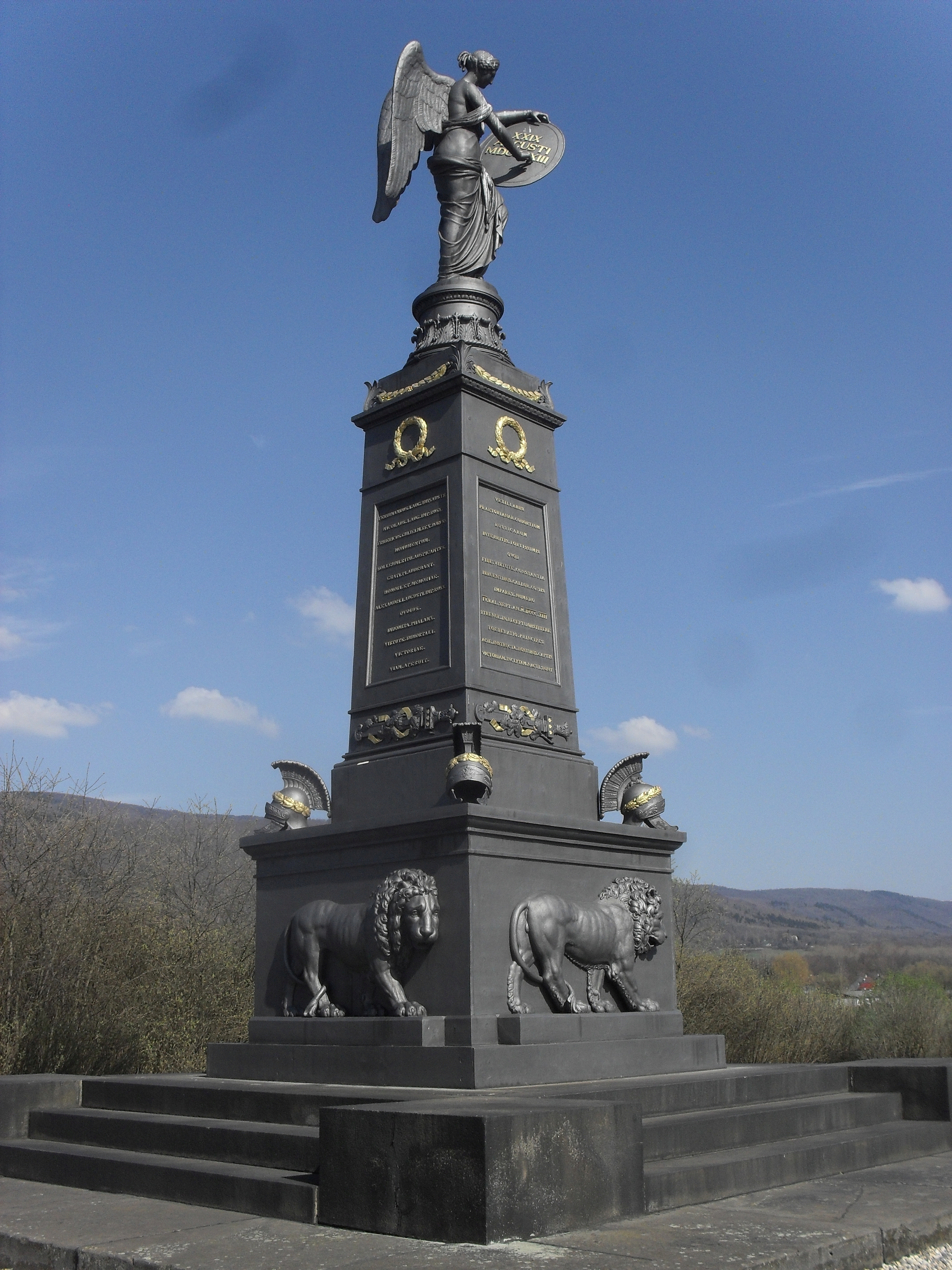
Russisches Denkmal nahe Priesten (Přestanov)
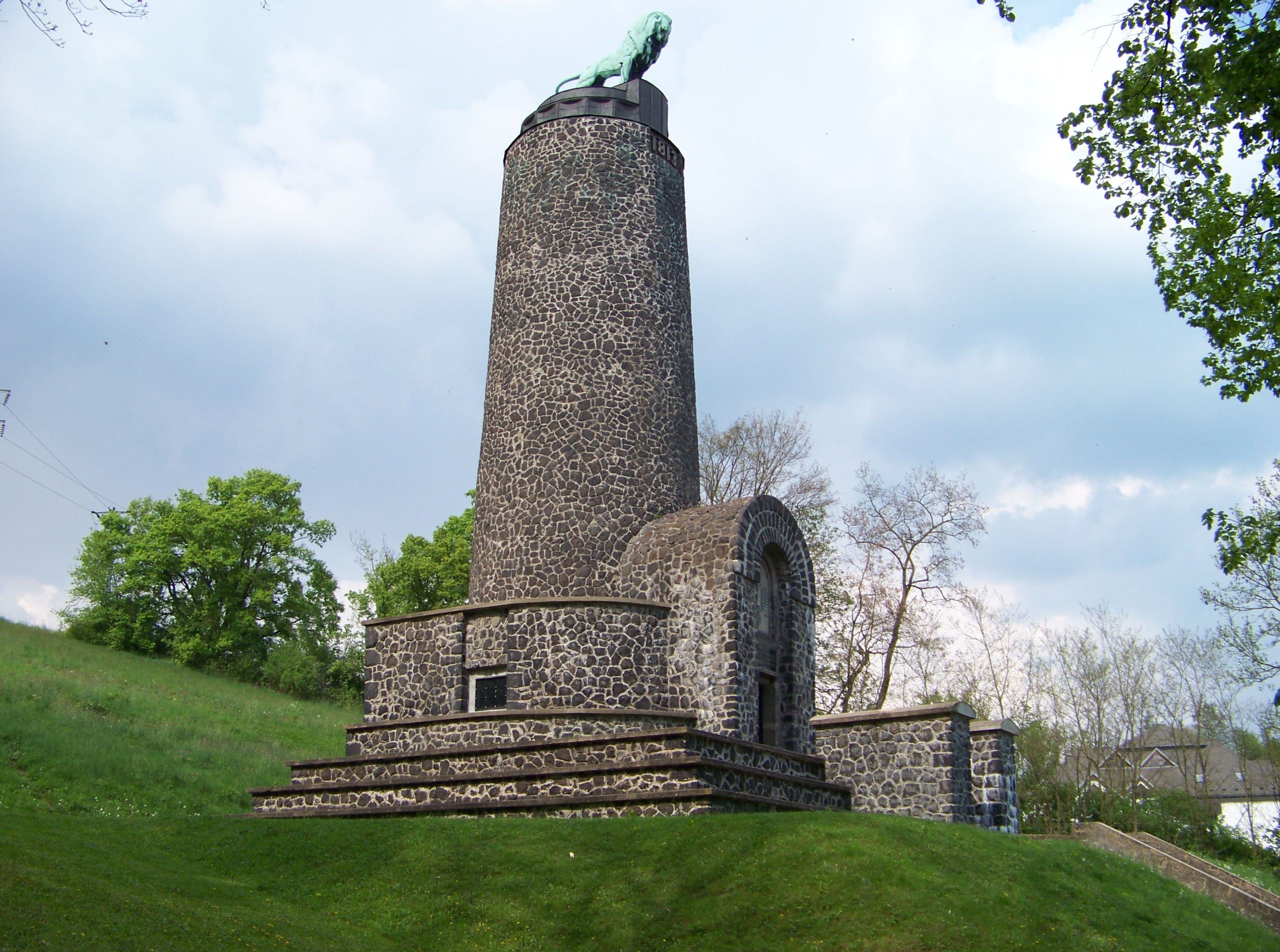
Jahrhundertdenkmal
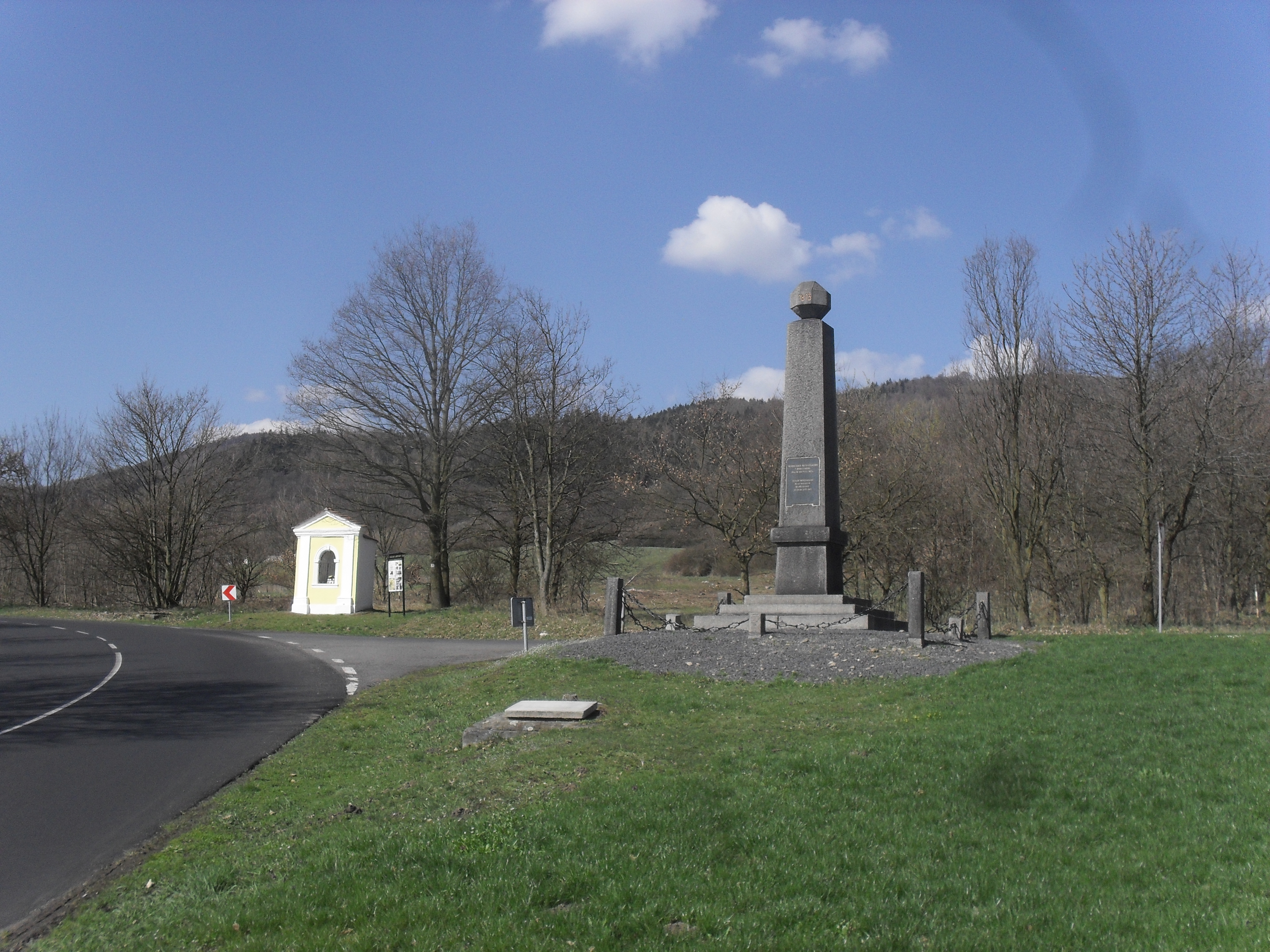
Französisches Denkmal und Juchtenkapelle
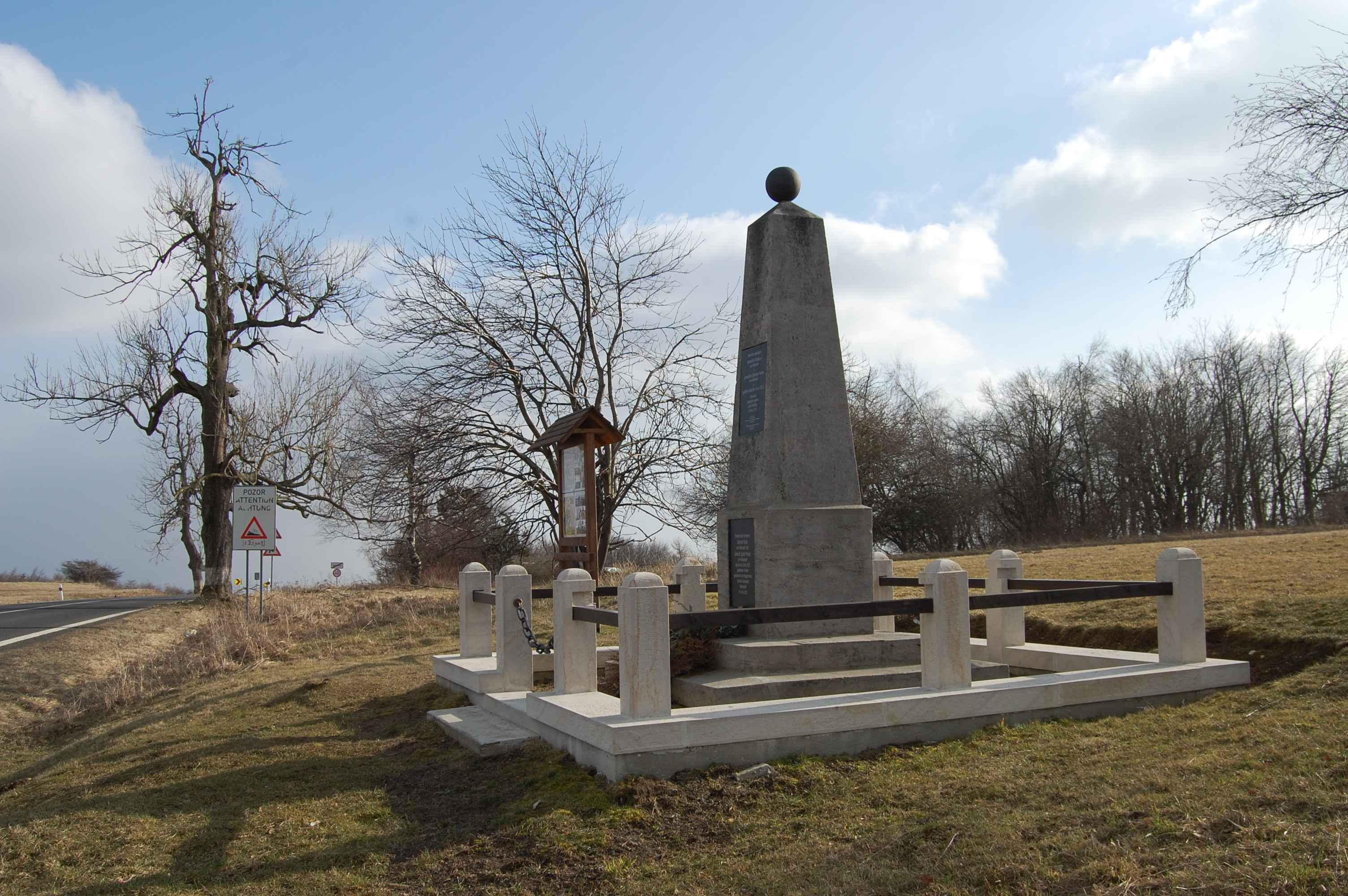
Kleist-Denkmal in Nollendorf (Nakléřov)

## Lehrpfad
Seit vielen Jahren gibt es einen Lehrpfad zur Schlacht bei Kulm und Priesten 1813. Dieser Lehrpfad besteht aus elf Stationen. Er beginnt am russischen Denkmal in Přestanov (Priesten) und führt, vorbei an den Denkmalen und Gräbern der Schlacht, bis hinauf nach Nakléřov (Nollendorf). Im Jahr 2013, kurz vor dem 200. Jahrestag der Schlacht, wurden die an den Stationen aufgestellten Informationstafeln (Lehrpfadtafeln) erneuert und die Denkmale und ihr Umfeld wieder in einen ordentlichen Zustand versetzt.